# 窑墩遗址
窑墩遗址，位于江苏省苏州市虎丘区东渚镇，年代为新石器时代。为苏州市文物保护单位。
窑墩遗址于1980年发现，面积4万平方米。出土有新石器时代良渚文化石器、陶器等。